# Óscar Brayson
Óscar René Brayson Vidal (Camagüey, 10 de febrero de 1985) es un deportista cubano que compite en judo.
Participó en dos Juegos Olímpicos de Verano en los años 2008 y 2012, obteniendo una medalla de bronce en la edición de Pekín 2008 en la categoría de +100 kg. En los Juegos Panamericanos consiguió dos medallas en los años 2007 y 2011.
Ganó una medalla en el Campeonato Mundial de Judo de 2009 y trece medallas en el Campeonato Panamericano de Judo entre los años 2006 y 2014.

## Palmarés internacional
| Juegos Olímpicos        | Juegos Olímpicos           | Juegos Olímpicos  | Juegos Olímpicos |
| Año                     | Lugar                      | Medalla           | Categoría        |
| ----------------------- | -------------------------- | ----------------- | ---------------- |
| 2008                    | Pekín (China)              | Medalla de bronce | +100 kg          |
| Campeonato Mundial      |                            |                   |                  |
| Año                     | Lugar                      | Medalla           | Categoría        |
| 2009                    | Róterdam (Países Bajos)    | Medalla de plata  | +100 kg          |
| Juegos Panamericanos    |                            |                   |                  |
| Año                     | Lugar                      | Medalla           | Categoría        |
| 2007                    | Río de Janeiro (Brasil)    | Medalla de oro    | +100 kg          |
| 2011                    | Guadalajara (México)       | Medalla de oro    | +100 kg          |
| Campeonato Panamericano |                            |                   |                  |
| Año                     | Lugar                      | Medalla           | Categoría        |
| 2006                    | Buenos Aires (Argentina)   | Medalla de plata  | +100 kg          |
| 2006                    | Buenos Aires (Argentina)   | Medalla de plata  | Abierta          |
| 2007                    | Montreal (Canadá)          | Medalla de plata  | +100 kg          |
| 2007                    | Montreal (Canadá)          | Medalla de plata  | Abierta          |
| 2008                    | Miami (Estados Unidos)     | Medalla de oro    | Abierta          |
| 2008                    | Miami (Estados Unidos)     | Medalla de plata  | +100 kg          |
| 2009                    | Buenos Aires (Argentina)   | Medalla de oro    | +100 kg          |
| 2009                    | Buenos Aires (Argentina)   | Medalla de plata  | Abierta          |
| 2010                    | San Salvador (El Salvador) | Medalla de oro    | +100 kg          |
| 2011                    | Guadalajara (México)       | Medalla de oro    | +100 kg          |
| 2012                    | Montreal (Canadá)          | Medalla de plata  | +100 kg          |
| 2013                    | San José (Costa Rica)      | Medalla de plata  | +100 kg          |
| 2014                    | Guayaquil (Ecuador)        | Medalla de plata  | +100 kg          |